# ورزشکاران خنثی انفرادی

نشان‌وارهٔ ورزشکاران خنثی انفرادی

ورزشکاران خنثی انفرادی (به انگلیسی: Individual Neutral Athletes، اختصار: AIN) رده‌ای است که برای ورزشکاران کشورهای روسیه و بلاروس ایجاد شده‌است تا پس از حمله روسیه به اوکراین این ورزشکاران بتوانند زیر این پرچم در بازی‌های المپیک تابستانی ۲۰۲۴ شرکت کنند.